# 德米夫卡
50°27′41″N 31°11′0″E / 50.46139°N 31.18333°E
德米夫卡（烏克蘭語：Димівка），2024年9月前名为五月一日村（烏克蘭語：Перше Травня），是位於烏克蘭北部的村莊，由基辅州布羅瓦雷區的大德梅爾卡市鎮負責管轄。該村始建於1923年，面積0.36平方公里，海拔高度102米，2001年人口69，人口密度每平方公里191.7人。
2024年9月19日，乌克兰最高拉达将此村的名字改为“德米夫卡”。